# Черноречье (Самарская область)
Черноре́чье — село в Волжском районе Самарской области. Административный центр сельского поселения Черноречье.

## География
Село находится на водоразделе рек Самара и Чёрная Речка.

### Часовой пояс
Село Черноречье, как и вся Самарская область, находится в часовой зоне МСК+1. Смещение применяемого времени относительно UTC составляет +4:00.

## История
Село основано переселенцами из Симбирской губернии, старообрядцами, с чем тесно связаны исторические традиции и культурное наследие села.

## Население
| 2010 |
| ---- |
| 1954 |

## Улицы
| - ул. Верхние Пески, - ул. Кустарная, - ул. Магистральная, - ул. Мельникова, | - ул. Мельничная, - ул. Мира, - ул. Набережная, - ул. Нижние Пески, | - ул. Победы, - ул. Рабочая, - ул. Садовая, - ул. Сады, | - ул. Салдаева, - ул. Самарская, - ул. Советская, - ул. Юбилейная. |

## Известные уроженцы
- Салдаев, Михаил Иванович (1900—1979) — советский хозяйственный деятель. Герой Социалистического Труда.
- Солодовников, Василий Григорьевич (1918—2018) — советский и российский дипломат. Доктор экономических наук.